# Te marre pas... c'est pour rire !
Pour plus de détails, voir Fiche technique et Distribution.
Te marre pas... c'est pour rire ! est un film français réalisé par Jacques Besnard, sorti en 1982.

## Synopsis
À la suite de la mort de son oncle, Bruno devient le nouveau patron de la société Puccini, une fabrique de vélos. Il décide aussitôt de procéder à de nombreux changements. Rapidement, il s'attire les foudres du délégué syndical qu'il finit par licencier…

## Fiche technique
- Titre : Te marre pas... c'est pour rire !
- Réalisation : Jacques Besnard
- Scénario : Jean Amadou (dialogues), Jacques Besnard et Jacques-Henri Marin d'après la pièce Les deux vierges de Jean-Jacques Bricaire et Maurice Lasaygues
- Production : Jacques-Henri Marin
- Musique : Benoît Kaufman et Michel Stelio
- Images : Pierre Petit
- Montage : Marie-Victoire Darçay et Gabriel Rongier
- Date de sortie : 10 mars 1982
- Affiche : Vanni Tealdi (France)

## Distribution
- Aldo Maccione : Bruno
- Michel Galabru : Michel Frémont, délégué syndical
- Marthe Mercadier : Agathe Frémont, l'épouse de Michel
- Jean-Pierre Darras : Flavacourt, l'attaché publicitaire
- Jacques Marin : Albert, le chauffeur
- Jacques Legras : L'huissier
- Chantal Nobel : Janine Royer, l'assistante de Bruno
- Corinne Lahaye : Florence, l'assistante de Flavacourt
- Max Mégy : Émile Lebrun, le directeur du personnel
- Alain Nobis : Paul Blanchard, le directeur financier
- Pierre Gallon : Théodore Duvernois, le directeur technique

ainsi que :
- Georges Atlas
- Smaïn : Un ouvrier
- Louis Navarre
- Robert Rollis : Un ouvrier
- Gilbert Servien
- Brigitte Lahaie : Sandra, la femme en vidéo
- Michel Tugot-Doris : un ouvrier
- Michel Saillard et Frédéric Bodson : ouvriers